# 小金町
小金町（こがねまち）は、千葉県東葛飾郡にかつて存在した町。現在の松戸市北部、柏市西部に位置していた。

## 概要
かつて、小金城の城下町、のちに水戸街道の小金宿として発展したが、明治時代に入り鉄道などの交通機関が発達するにつれ衰退していった。本土寺、東漸寺、一月寺などの古刹が多い。
小金宿地域は現在も商業地の性格を維持しており、その他は合併後農地や山林などから宅地化されたところが多い。小金原、幸田や柏市光ケ丘団地がそれに当たる。
昭和の大合併の際、一度柏町（現在の柏市中心部）と合併したものの、住民の反対で一部（現在の柏市光ヶ丘地区）を除いて松戸市に編入された経緯を持つ。
「小金水」（公営水道）や小金町（柏市部分を除く）を区域とする農業協同組合は合併後も維持され、前者は現存する。閉町されたため町の史料は長らく松戸市立小金小学校に保管（非公開）されていた。
薬局チェーン「マツモトキヨシ」は当地で創業され、現在も隣接地に本社を置いている唯一の著名企業である。
小金町全体を指して「小金」という呼び方は現在されないが、千葉県立小金高等学校（「松戸」を冠さない）やニットメーカー「小金毛織」（柏市部分に所在）などにその面影を見ることができる。

## 沿革
- 1889年（明治22年）4月1日 - 町村制施行に伴い、小金町・二ツ木村・上総内村（現・小金清志町）・久保平賀村・平賀村・東平賀村・殿平賀村・大谷口村・横須賀村・中金杉村・幸田村が合併し東葛飾郡小金町が成立。
- 1954年（昭和29年）9月1日 - 柏町・土村・田中村との合併により東葛市が発足し、小金町は消滅。
- 1954年（昭和29年）10月15日 - 旧小金町の大半が東葛市から分離し、改めて松戸市に編入。
- 1954年（昭和29年）11月15日 - 東葛市の残部は柏市に改称。旧小金町のうち、柏市に残った一部地域は現在、光ヶ丘地区（光ケ丘および光ケ丘団地）となっている。

## 交通

### 鉄道
- 国鉄（現・JR東日本）常磐線
  - 北小金駅
- 流山電気鉄道線（現・流鉄流山線）
  - 小金城趾駅 ※小金町消滅の前年に開設

### バス
- 下総自動車会社：松戸 - 馬橋 - 柏間
- 栄自動車（後の東武鉄道）：松戸 - 柏間

## 参考資料
- 松戸市史